# Рухадзе, Зураб
Зураб Рухадзе (груз. ზურაბ რუხაძე; род. 30 июля 2003, Тбилиси) — грузинский футболист, защитник клуба «Дила».

## Карьера

### «Метта»
Воспитанник футбольной академии грузинского клуба «Сабуртало». В начале марта 2023 года футболист на правах свободного агента присоединился к латвийскому клубу «Метта». Дебютировал за клуб футболист  18 марта 2023 года в матче против клуба «Ауда», выйдя на поле в стартовом составе. В своём следующем матче 2 апреля 2023 года против клуба «Тукумс 2000» футболист отличился дебютным забитым голом. На протяжении сезона футболист выступал за латвийский клуб в роли одного из основных игроков, отличившись своим единственным забитым голом. По итогу сезона футболист вместе с клубом завершил чемпионат на итоговом предпоследнем месте, отправившись в стыковые матчи за сохранение прописки. По итогу стыковых матчей футболист вместе с клубом победили клуб «Скансте» и сохранили прописку в чемпионате.

### «Дила»
В феврале 2024 года футболист на правах свободного агента присоединился к грузинскому клубу «Дила». Дебютировал за клуб футболист 3 марта 2024 года в матче против тбилисского клуба «Гагра», выйдя на поле в стартовом составе и отличившись также первой в сезоне результативной передачей. Дебютным забитым голом за клуб футболист отличился 14 мая 2024 года в матче против клуба «Иберия 1999». По итогу дебютного сезона футболист вместе с клубом стал бронзовым призёром чемпионата. На протяжении сезона футболист выступал за клуб в роли одного из ключевых игроков, только концовку которого провёл чаще выходя на замену со скамейки запасных, отличившись 2 забитыми голами и 2 результативными передачами и заработав 9 жёлтых карточек.
Новый сезон футболист начал 6 марта 2025 года с матча против клуба «Гагра», выйдя на поле в стартовом составе. Первым результативным действием за клуб в сезоне футболист отличился 28 марта 2025 года в матче против клуба «Телави», отдав голевую передачу.

## Международная карьера
В июле 2021 года футболист получил вызов в юношескую сборную Грузии до 19 лет. Дебютировал за клуб 3 августа 2021 года в товарищеском матче против Азербайджана. В сентябре 2023 года футболист получил вызов в молодёжную сборную Грузии для участия в квалификационных матчах молодёжного чемпионата Европы. Дебютировал за сборную 6 сентября 2023 года в матче против сборной Гибралтара, также отличившись результативной передачей.